# Besain
Besain é uma comuna francesa na região administrativa de Borgonha-Franco-Condado, no departamento de Jura. Estende-se por uma área de 12,84 km². Em 2010 a comuna tinha 171 habitantes (densidade: 13,3 hab./km²).